# Остров (Арад)
Остров (рум. Ostrov) насеље је у Румунији у округу Арад у општини Биркиш. Oпштина се налази на надморској висини од 154 m.

## Прошлост
Аустријски царски ревизор Ерлер је 1774. године констатовао да место припада Каполнашком округу, Липовског дистрикта. Становништво је било претежно влашко.
Када је 1797. године пописан православни клир ту је био један свештеник. Парох поп Јован Поповић (рукоп. 1779) служи се само румунским језиком.

## Становништво
Према подацима из 2002. године у насељу је живело 248 становника.

### Попис2002.
| Расподела становништва по националности 2002.‍ | Расподела становништва по националности 2002.‍ | Расподела становништва по националности 2002.‍ | Расподела становништва по националности 2002.‍ | Расподела становништва по националности 2002.‍ |
| --------------------------------------------- | --------------------------------------------- | --------------------------------------------- | --------------------------------------------- | --------------------------------------------- |
|                                               |                                               |                                               |                                               |                                               |
| Румуни                                        | Румуни                                        |                                               | 241                                           | 97,2%                                         |
| Роми                                          | Роми                                          |                                               | 7                                             | 2,8%                                          |